# الرواتب (قرية مصرية)
قرية الرواتب هي إحدى القرى التابعة لمركز أبو تشت في محافظة قنا في جمهورية مصر العربية. حسب إحصاءات سنة 2006، بلغ إجمالي السكان في الرواتب 9806 نسمة، منهم 4772 رجل و5034 امرأة.